# Trident (Yorkshire de l'Ouest)
Pour les articles homonymes, voir Trident (homonymie).
Trident est un village et une paroisse civile du Yorkshire de l'Ouest, en Angleterre.